# Jonkeria
Jonkeria jest nazwą rodzajową terapsyda z podrzędu dinocefali, żyjącego prawdopodobnie w środkowym permie na terenie obecnej Republiki Południowej Afryki. Szczątki zwierzęcia odnaleziono w tzw. "strefie tapinocefali", w obrębie regionu Karoo.

## Budowa
- Jonkeria osiągała do 4-5 metrów długości ciała.
- Była masywnie zbudowana. Jej kończyny były raczej krępe i rozchylone nieco na boki.
- Długość czaszki (około 55 cm) była prawie dwa razy większa niż jej szerokość. Zaopatrzona była w ostre siekacze i duże kły. Zęby policzkowe były raczej małe.

## Pozycja systematyczna
Najbliżej spokrewnionym z jonkerią zwierzęciem był zapewne tytanozuch. L. D. Boonstra (1969 s. 39) uważa, że prawie niemożliwe jest odróżnienie szkieletów tych dwóch rodzajów, wskazując, że jedyną ich cechą dystynktywną jest długość kończyn (większa u tytanozuchów).
Wyróżniono kilka gatunków należących do omawianego rodzaju:
- J. ingens (Broom 1929).
- J. vanderbyli (Broom 1929); wyodrębniony na podstawie pojedynczej czaszki, posiadającej wyraźne cechy dystynktywne.
- J. haughtoni (Broom 1929); wyodrębniony na podstawie znaleziska czaszki i kości kończyn.

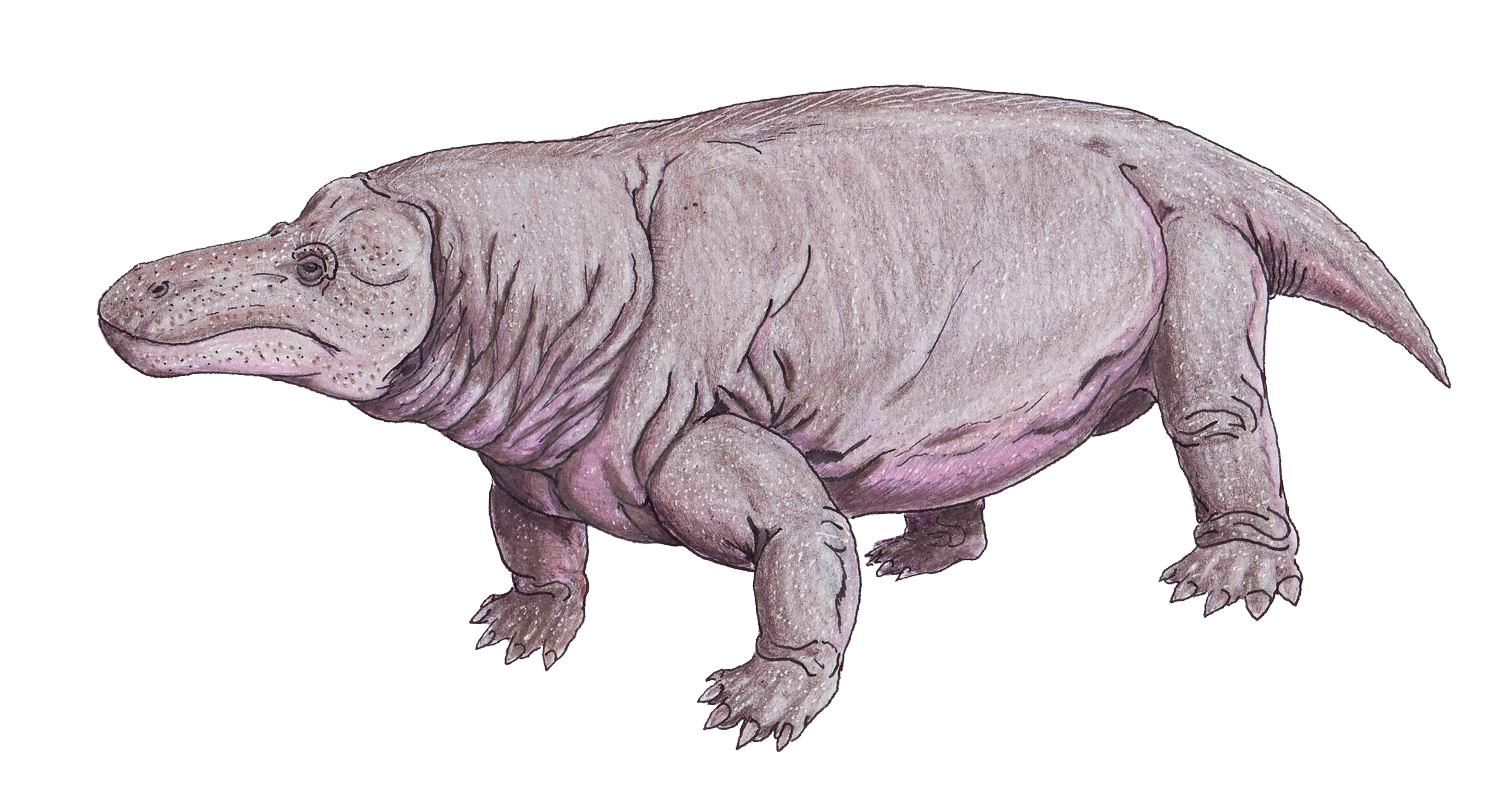

- J. koupensis (Boonstra 1955); reprezentowany jest przez znalezisko miednicy o cechach pozwalających na wyróżnienie osobnego gatunku.
- J. parva (Boonstra 1955); na jego małe rozmiary wskazują rozmiary odkrytej kości ramieniowej. Być może wyodrębnienie tego gatunku jest błędne, a małe rozmiary mogą być związane z inną przyczyną.
- J. rossouwi (Boonstra 1955); na holotyp składają się kości szkieletu postkranialnego. Szczątki dwóch innych okazów przypisywanych do tego gatunku zdają się potwierdzać cechy dystynktywne dla J. rossouwi.
- J. boonstrai (Janensch 1959); Wyodrębniony na podstawie cech czaszki.

(opis gatunków na podstawie palaeos.com)

## Odżywianie
Powszechnie uważa się, że Jonkeria była roślinożercą. Wskazuje na to między innymi uzębienie Jonkeria boonstrai. Jednakże badacze, jak E. H. Colbert (1969, s. 136) uważają ją za drapieżnika. Ostatnio wysnuto hipotezę, że mogła być zwierzęciem wszystkożernym, odżywiającym się głównie roślinami i wzbogacającym swą dietę białkiem zwierzęcym.